# Plaid (indumento)

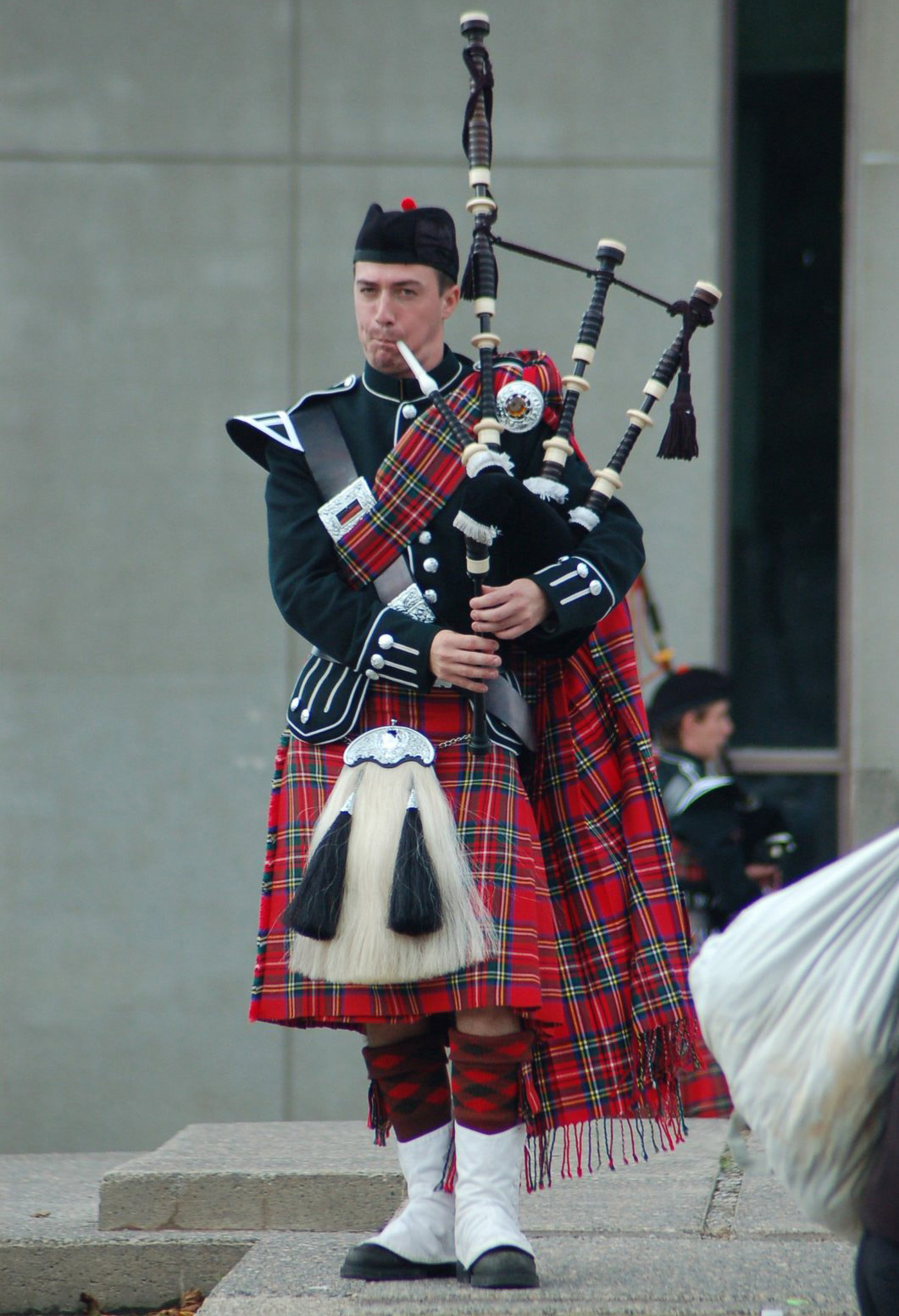
Musicista di cornamusa con un plaid

Il plaid è un tipo di tipo di scialle o coperta, con frange alle estremità e decorata in tartan che funge sia come abito da viaggio che per uso domestico. Il plaid è parte del tradizionale abbigliamento scozzese.